# Kathedrale von Pistoia

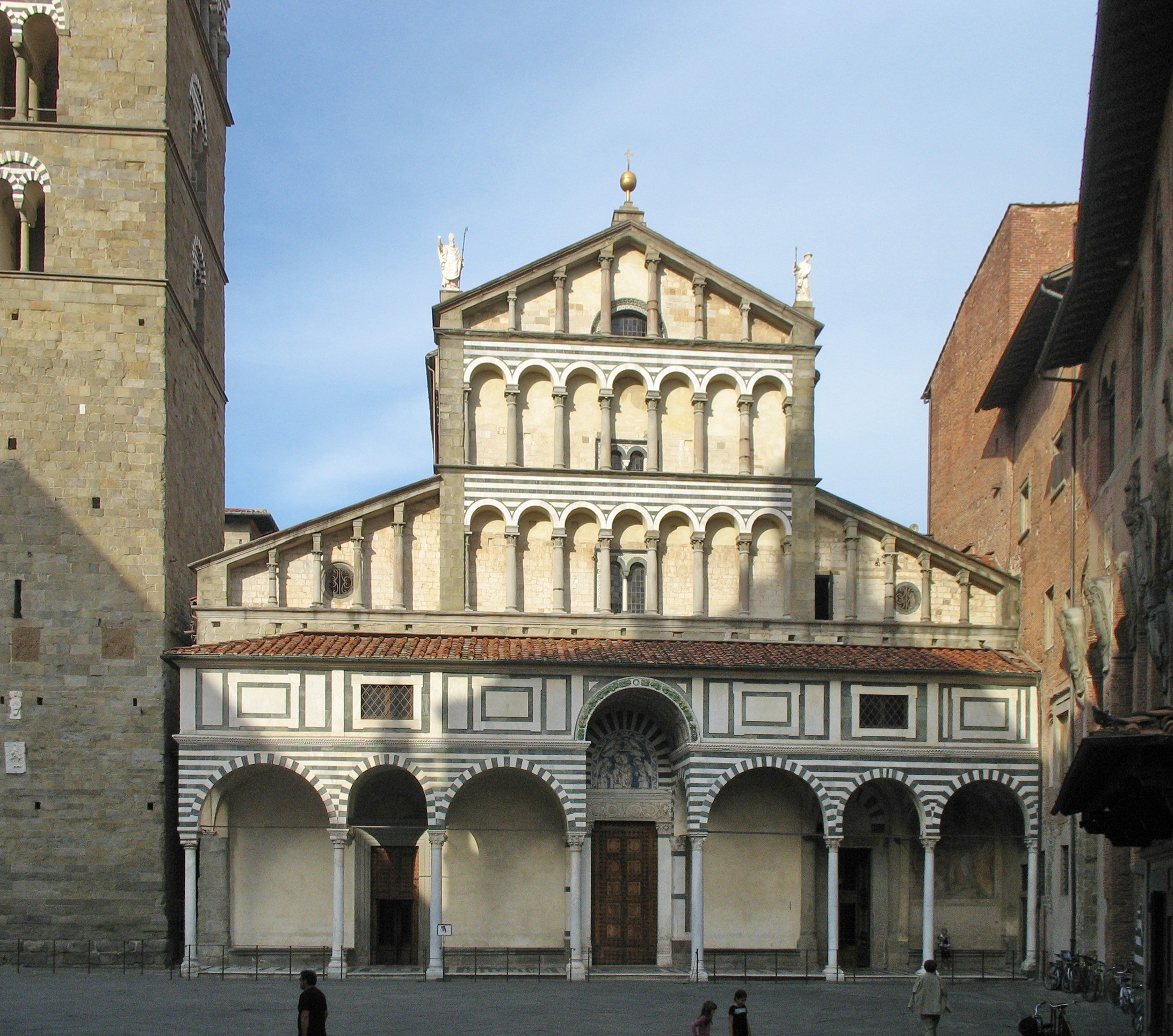
Westfassade von San Zeno

Die Kathedrale von Pistoia in der Toskana, Italien, heißt auf Italienisch „Cattedrale di San Zeno“ oder einfach „Duomo di Pistoia“. Benannt ist diese romanische Basilika nach Sankt Zenon, dem achten Bischof von Verona. Außerdem ist sie Jakobus dem Älteren geweiht. Die Kirche ist Bischofskirche des Bistums Pistoia.

## Geschichte

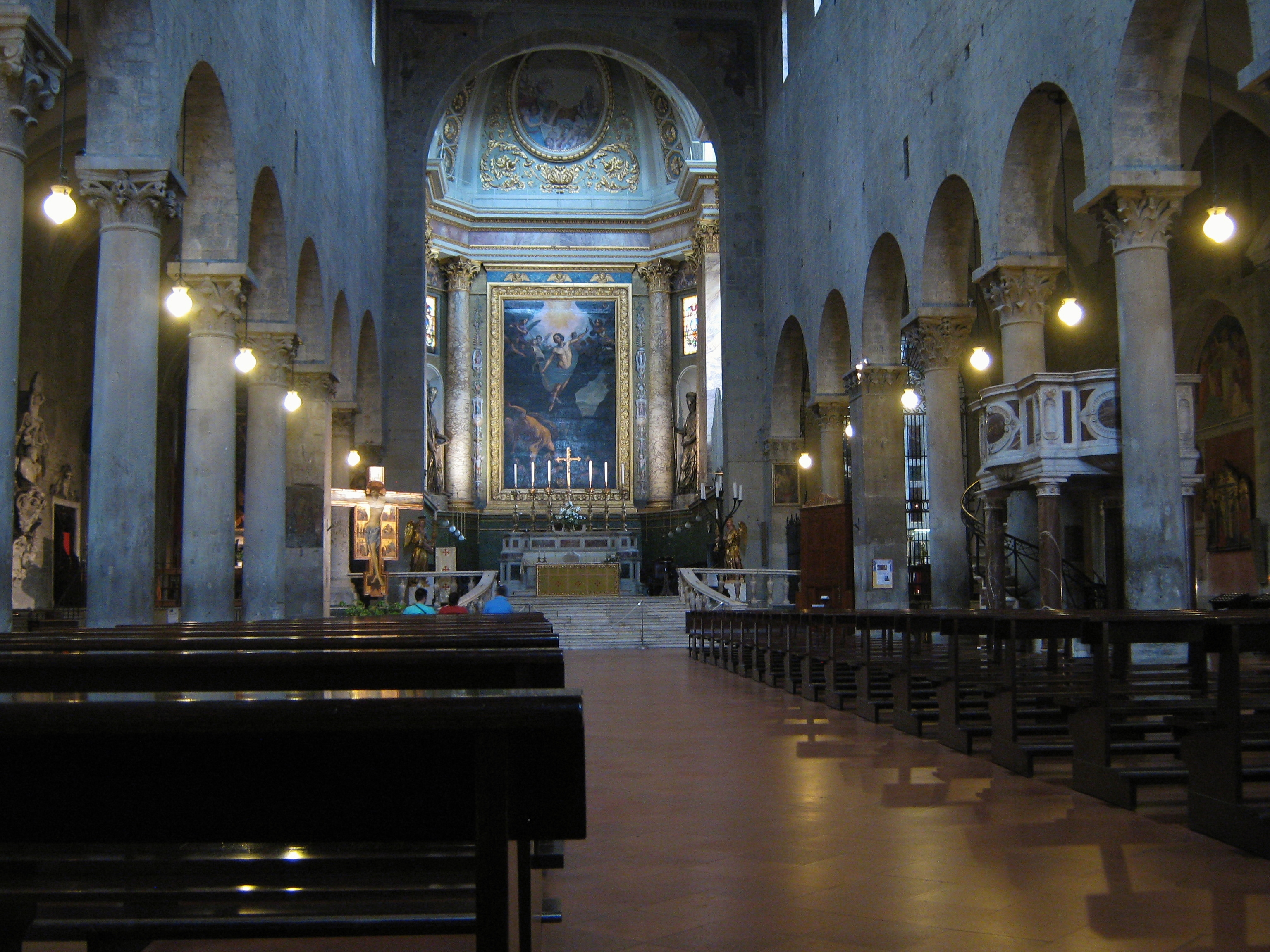
Hauptschiff nach Osten

Die älteste schriftliche Erwähnung der Kirche stammt aus dem Jahr 923.
Nach der Zerstörung durch einen Brand 1108 wurde sie wiederaufgebaut und 1145 erneut geweiht. 1202 gab es wieder Zerstörungen durch einen Brand. Von 1274 bis 1275 wurden Teile der Seitenschiffe eingewölbt. 1298 wurde das Gebäude durch ein Erdbeben beschädigt. Arbeiten an der Vorhalle gab es von 1370 bis 1449. Der romanische Chor wurde zwischen 1599 und 1602 abgerissen und durch den heutigen ersetzt. 1786 wurde die Jakobuskapelle abgerissen. Von 1834 bis 1837 erhielt der Altarraum eine klassizistische Gestaltung.
Bei der Restaurierung von 1951 wurde wieder mehr der romanische Charakter des Gebäudes betont.
Den Titel einer Basilica minor erhielt die Kathedrale von Pistoia 1964.

## Fassaden
Die Westfassade mit drei Eingangstoren hat in ganzer Breite eine Vorhalle und darüber Galerien. Vor dem Mittelschiff gibt es übereinander zwei typische Zwerggalerien mit Arkaden. In den Galerien unter den schrägen Kanten vor den Seitenschiffen und im Giebeldreieck tragen die Säulen direkt das abschließende Sims.
Die Außenseite des nördlichen Seitenschiffs ist durch Blendarkaden gegliedert, die wie die Vorhalle Bögen aus weißem (Marmor) und schwarzem Stein haben.

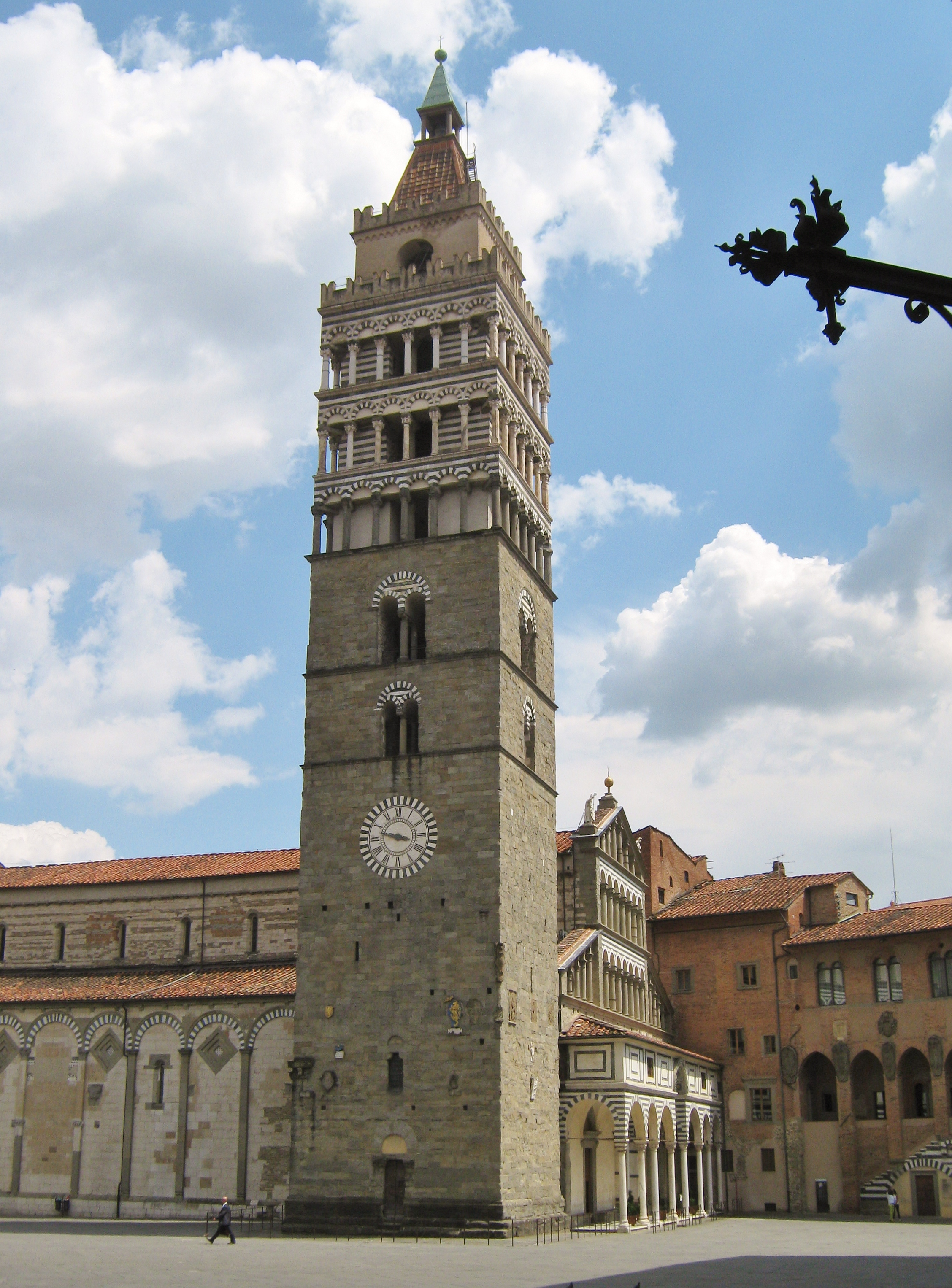
Langhaus, Turm und Bischofspalast

## Glockenturm
Links neben der Fassade steht durch einen schmalen Gang getrennt der Campanile. Er besteht aus einem fast fensterlosen lombardischen Teil, zwei ebenso wuchtigen Geschossen mit romanischen Biforien und darüber drei spätromanischen Geschossen mit (Zwerg-)Galerien, die nach antikem Vorbild keine Bögen haben und so der Protorenaissance zuzurechnen sind. Trotz der zu erschließenden Bauphasen ist er erstmals 1250 erwähnt. Aufsatz und Spitze stammen aus dem 15. oder 16. Jahrhundert.

## Innenraum

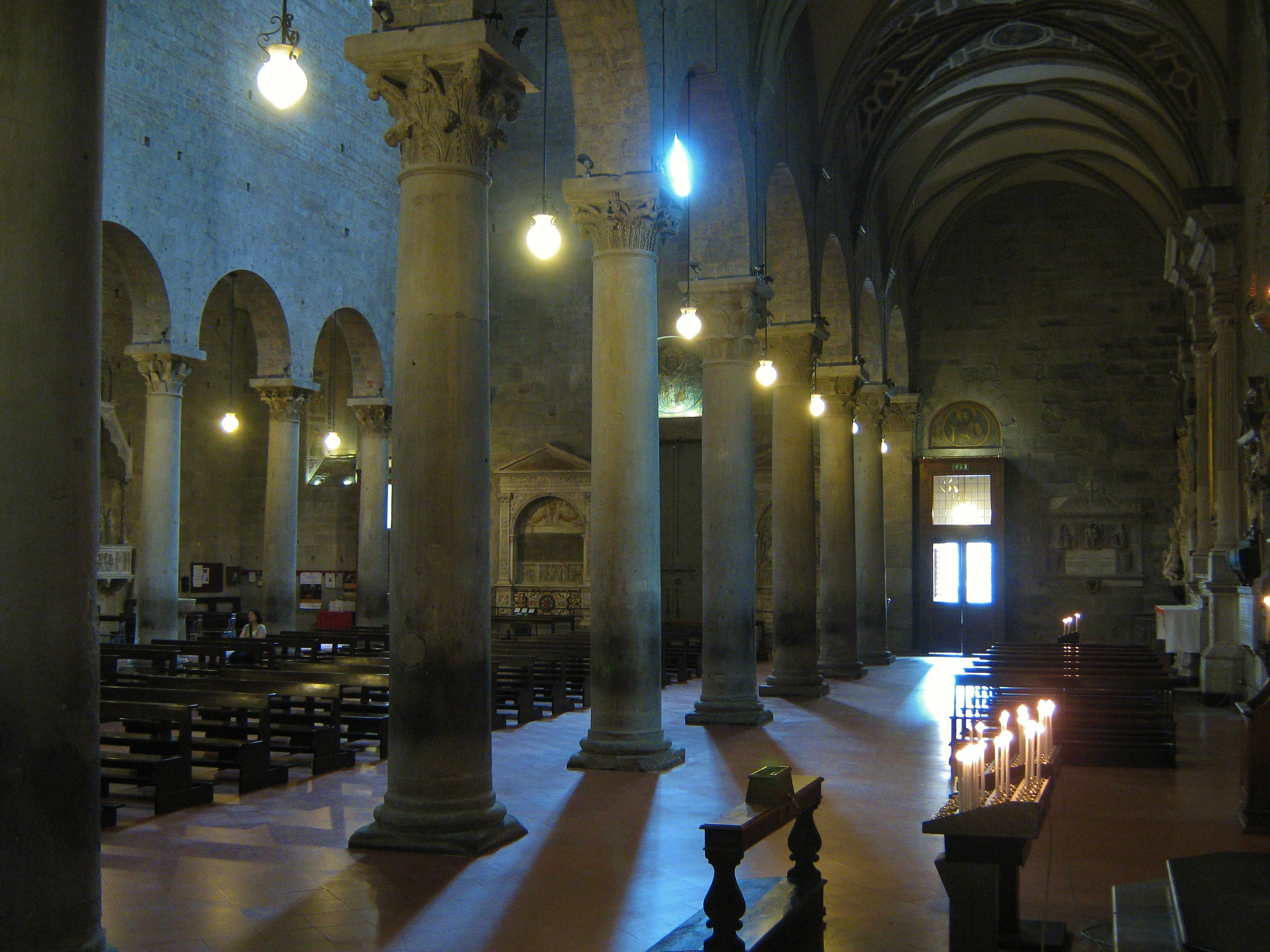
Nördliches Seitenschiff nach Westen

Die dreischiffige Säulenbasilika hat einen erhöhten Altarraum über einer Krypta. Er ist wie in frühchristlichen Basiliken zusammen mit dem schmalen und unvollständigen Querschiff durch einen Triumphbogen vom Hauptschiff getrennt. Bei den Decken kontrastiert der offene Dachstuhl über dem Hauptschiff mit runden Kreuzrippengewölben über den Seitenschiffen.